# Breathe (pesem, Taylor Swift)
»Breathe« je country-pop pesem ameriške country glasbenice Taylor Swift in Colbie Caillat iz njenega glasbenega albuma Fearless. 21. oktobra 2008 ga je založba Big Machine Records izdala kot promocijski singl iz drugega glasbenega albuma Taylor Swift. Pesem glasbeno vodi akustična kitara.
Pesem je prejela dobre ocene s strani glasbenih kritikov. Pesem »Breathe« je bila nominirana za »najboljše pop vokalno sodelovanje« na podelitvi nagrad Grammy, vendar je nagrado dobila pesem »Lucky« Jasona Mraza in Colbie Caillat. Pesem »Breathe« je dosegla sedeminosemdeseto mesto na lestvici Billboard Hot 100. S tem je Taylor Swift postala druga glasbenica, ki je imela v tistem času na lestvici več pesmi hkrati (to je uspelo tudi Miley Cyrus kot Hannah Montana).

## Ozadje
Taylor Swift je bila navdušena nad prvim albumom Colbie Caillat, Coco iz leta 2007. Taylor Swift je razložila: »Ko je izšel, sem se zaljubila v njeno glasbo.« Taylor Swift je kasneje vzpostavila stik z upravo Colbie Caillat in dejala, da se zanima za to, da bi napisala pesem z njo. Nato so pojasnili, da bo lahko s Colbie Caillat komunicirala na koncertu v Nashvilleu, Tennessee in, po naključju, je imela Taylor Swift takrat prost dan. Po mnenju Taylor Swift pesem »Breathe« govori o tem, da se je nek par razšel, vendar za to ni kriv nobeden izmed njiju. Taylor Swift je verjela, da je bil scenarij eden izmed najtežjih poslovilnih pozdravov, »saj ga ni zakrivil nihče. Enostavno moralo se je končati.« Taylor Swift je razložila: »Bila je skupna terapija, saj sem prišla do tja in izgledala kot: 'Ena izmed najboljših prijateljic, ne bom je smela več videvati in to bo bil del mojega vsakdana. To je najtežja stvar, skozi katero moram priti.' V bistvu je smešno poslušati pesem, saj bi si mislili, da govori o razmerju, ko pa se v resnici gre za izgubo prijatelja in izpadanje.« Colbie Caillat in Taylor Swift sta dejali, da je ena izmed mnogih lepot pesmi to, da se veliko ljudi z lahkoto poveže z njo, saj ni specifično povedano, zakaj prihaja do razhoda in čigava krivda je.
Taylor Swift si je želela, da bi Colbie Caillat pela spremljevalne vokale v pesmi, vendar na dovolj glasen način, da lahko občinstvo prepozna njen glas. Originalno sta Taylor Swift in Colbie Caillat harmonizirane samo v akordih, vendar se je potem, ko je Caillatova posnela pesem, Swiftova odločila, da bo njen glas vključila v celotno pesem, saj je nanjo naredila takšen vtis. Taylor Swift je na začetku zapela celotno pesem, nato pa je Colbie Caillat ločeno od nje zapela spremljevalne vokale. Taylor Swift je bila zelo zadovoljna s končnim izdelkom: »Menila sem, da zveni čudovito. Bila sem tako vznemerjena, ker bo njen glas vključen v moj album.« Pesem »Breathe« je izšla 21. oktobra 2008 kot promocijski singl za album Fearless, ekskluzivno preko Rhapsody-ja.

## Sestava
Pesem »Breathe« je country-pop pesem z dolžino štirih minut in triindvajsetih sekund. Pesem ima tudi elemente mehkega rocka. Napisana je v ključu D-dur, vokala Taylor Swift in Colbie Caillat pa se raztezata čez eno oktavo, od G3 do B4. Temu sledi procesija akordov D5–A–G. Instrumentacija pesmi se večinoma sklicuje na akustično kitaro in violine.
Besedilo pesmi »Breathe« govori predvsem o strtem srcu in izgubi osebe, s katero je oseba, ki pripoveduje zgodbo, preživela veliko časa. V enem izmed verzov pesmi, pripovedovalec poslušalcem prizna, da se ljudje spremenijo in odtujijo, čeprav je še vedno razburjen, saj tisto osebo pozna kot lasten žep. Ken Tucker iz revije Billboard je verjel, da je pesem »Breathe« »pesem o tem, kako se ljubezen obrne na napačen način.«

## Sprejem

### Kritike
Pesem je s strani glasbenih kritikov v glavnem prejela pozitivne kritike. Ken Tucker iz revije Billboard je dejal, da je pesem enkratna za ženske različnih starostnih skupin. James Read iz revije The Boston Globe je dejal, da pesem »Breathe« ni ena izmed najzanimivejših pesmi z albuma Fearless. Gary Trust, tudi novinar za revijo Billboard, je napisal: »Ta balada je po vsej verjetnosti eden izmed najbolj potencialnih singlov, kot sta na primer 'You're Not Sorry' in 'Forever & Always,' zato bi lahko obdržal niz razbijanja Taylor Swift, ki bo ostal vse do leta 2011.« Jonathan Keefe iz revije Slant Magazine je menil, da bi Taylor Swift morala izbrati drugo osebo za sodelovanje, saj naj bi bila Colbie Caillat po njegovem mnenju inertna. Pesem »Breathe« je bila nominirana za Grammyja za »najboljše pop vokalno sodelovanje«, vendar sta nagrado nazadnje dobila Jason Mraz in Colbie Caillat s pesmijo »Lucky«. O tem, da pesem nagrade ni dobila, je Colbie Caillat dejala: »Obožujem pesem 'Breathe' s Taylor Swift, vendar sem s pesmijo 'Lucky' z Jasonom Mrazom nastopila v približno istem letu in zelo sem vesela, da je dobila nagrado.«

### Dosežki na lestvicah
Ob koncu tedna 29. novembra 2008 je pesem »Breathe« pristala na sedeminosemdesetem mestu lestvice Billboard Hot 100. Po šestih novih pesmih na lestvici se je Taylor Swift s Hannah Montana (Miley Cyrus) borila za rekord za največ pesmi na lestvici Billboard Hot 100 v istem tednu ženske ustvarjalke. Pesem je bila tudi ena izmed šestih pesmi, ki so se nato ponovno uvrstile na lestvico v istem tednu, kar je kasneje uspelo tudi Cyrusovi. Pesem je na lestvici ostala še en teden.

## Dosežki
| Lestvica (2009)        | Dosežek |
| ---------------------- | ------- |
| U.S. Billboard Hot 100 | 87      |